# Gregor Mühlberger

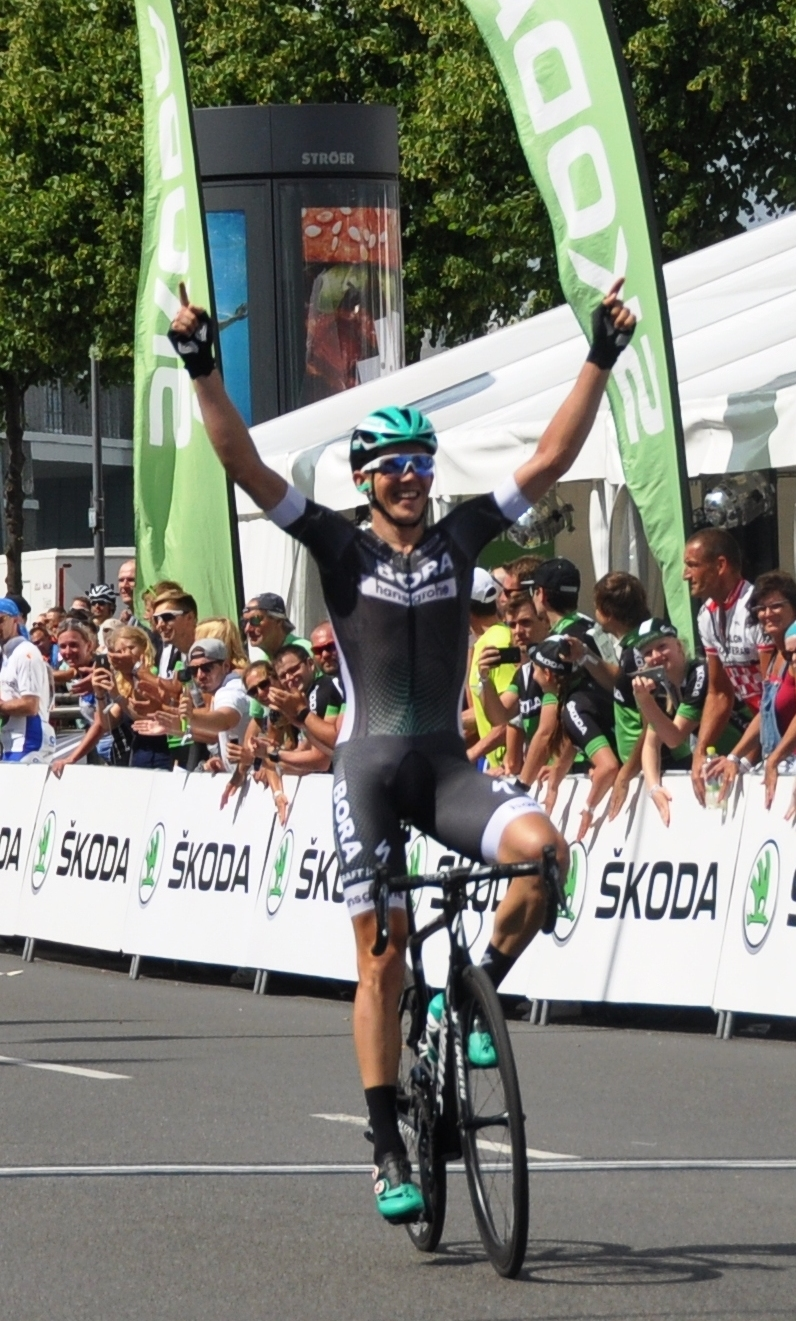
2017: Sieg bei Rund um Köln

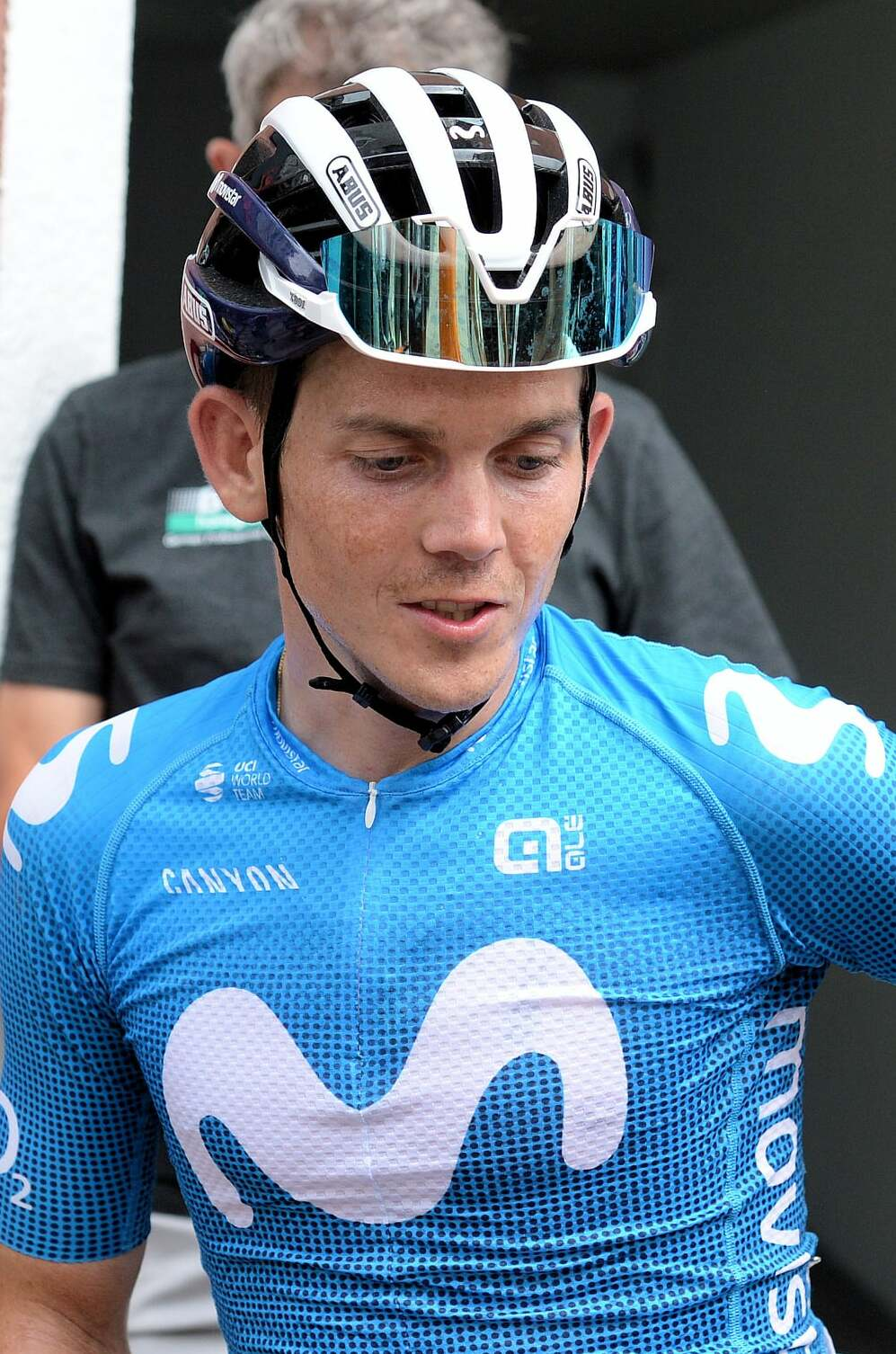
Mühlberger bei der Staatsmeisterschaft 2021

Gregor Mühlberger (* 4. April 1994 in Haidershofen) ist ein österreichischer Radrennfahrer.

## Sportlicher Werdegang
Mühlberger fuhr in den Jahren 2013 und 2014 für das Tirol Cycling Team, einem österreichischen UCI Continental Team. In seinem zweiten Jahr für diese Mannschaft stellten sich die ersten internationalen Erfolge an. Unter anderem gewann er das italienische Eintagesrennen Trofeo Piva und die Gesamtwertung des Etappenrennens Carpathian Couriers Race. Außerdem wurde er österreichischer U23-Meister im Einzelzeitfahren und Straßenrennen. Zur Saison 2015 wechselte er zum österreichischen Team Felbermayr Simplon Wels. Er gewann in diesem Jahr unter anderem die Gesamtwertung der Oberösterreich-Rundfahrt und die U23-Rundfahrt Course de la Paix sowie die österreichischen U23-Zeitfahrmeisterschaften.
In den Jahren 2016 bis 2020 stand Mühlberger beim deutschen UCI Professional Continental Team und späteren UCI WorldTeam Bora-hansgrohe unter Vertrag, für das er schon jeweils zum Saisonende 2014 und 2015 als Stagiaire fuhr. Im Juni 2017 gewann Gregor Mühlberger Rund um Köln, zwei Wochen später wurde er österreichischer Elite-Meister im Straßenrennen. Mit einer Etappe der BinckBank Tour 2018 gewann er sein erstes Rennen der UCI WorldTour. Bei der UCI-Straßen-Weltmeisterschaften 2018 in Innsbruck belegte er im September mit dem Team Bora-hansgrohe den achten Rang im Mannschaftszeitfahren. Während der Tour de France 2019 war Mühlberger am Berg der wichtigste Helfer seines Kapitäns und Gesamtvierten Emanuel Buchmann und wurde selbst 25. in der Gesamtwertung. 2020 gewann Mühlberger die Gesamtwertung der Sibiu Cycling Tour. Beim anschließenden Critérium du Dauphiné verletzte er sich nach einem Sturz die Hand und ging gehandicapt in die Tour de France 2020, die er nach der elften Etappe bedingt durch einen Infekt aufgeben musste.
Zur Saison 2021 wechselte Mühlberger zum Movistar Team. Nach ersten Renneinsätzen im Frühjahr erkrankte er an einer Hirnhautentzündung musste stationär behandelt werden. Die eigentlich in der Saisonplanung vorgesehene Teilnahme an der Tour de France 2021 kam danach nicht mehr in Betracht. Er startete im Straßenrennen der Olympischen Spiele in Tokio und belegte Platz 70.
2020 gewann Mühlberger die Sibiu Cycling Tour, und 2023 eine Etappe der Tour of the Alps. Ebenfalls 2023 wurde er zum zweiten Mal österreichischer Staatsmeister im Straßenrennen.
2025 beendete Mühlberger die Tour de France auf Platz 18, welches die bisher beste Platzierung beim wichtigsten Radsportrennen der Welt war.

## Erfolge
2014
- Prolog Istrian Spring Trophy
- Trofeo Piva
- Gesamtwertung, eine Etappe und Nachwuchswertung Carpathian Couriers Race
- eine Etappe Oberösterreich-Rundfahrt
- Österreichischer Staatsmeisterschaft – Einzelzeitfahren (U23)
- Österreichischer Staatsmeisterschaft – Straßenrennen (U23)

2015
- Österreichischer Staatsmeisterschaft – Einzelzeitfahren (U23)
- Grand Prix Izola
- Gesamtwertung und eine Etappe Grand Prix Priessnitz spa
- Raiffeisen Grand Prix
- Gesamtwertung und eine Etappe Oberösterreich-Rundfahrt

2016
- Österreichische Staatsmeisterschaft – Straßenrennen

2017
- Rund um Köln
- Österreichischer Staatsmeister – Straßenrennen

2018
- eine Etappe BinckBank Tour

2020
- Gesamtwertung und zwei Etappen Sibiu Cycling Tour

2023
- eine Etappe Tour of the Alps
- Österreichischer Staatsmeister – Straßenrennen

## Grand-Tour-Platzierungen
| Grand Tour            | 2016 | 2017 | 2018 | 2019 | 2020 | 2021 | 2022 | 2023 | 2024 | 2025 |
| --------------------- | ---- | ---- | ---- | ---- | ---- | ---- | ---- | ---- | ---- | ---- |
| Giro d’ItaliaGiro     | –    | 41   | –    | –    | –    | –    | –    | –    | –    | –    |
| Tour de FranceTour    | –    | –    | 76   | 25   | DNF  | –    | 28   | 44   | 56   | 18   |
| Vuelta a EspañaVuelta | 114  | –    | –    | DNF  | –    | –    | 50   | –    | –    |      |